# Els virreis
Els virreis (títol original en italià, I Viceré) és una pel·lícula de drama històric italià del 2007 dirigida per Roberto Faenza. Es basa en l novel·la homònima escrita per Federico de Roberto. Per la seva interpretació, Lando Buzzanca va guanyar el Globo d'oro al millor actor. La pel·lícula també va guanyar quatre premis David di Donatello i dues Nastro d'argento. S'ha doblat al català.

## Sinopsi
Els Uzeda, una família siciliana fidel als reis borbònics, amb la unificació italiana el 1861 i l'ascens al poder de Giuseppe Garibaldi i Víctor Manuel II, comencen a perdre el seu poder, encara que Sicília roman en mans del príncep Giacomo Uzeda.

## Repartiment
- Alessandro Preziosi: Consalvo
- Lando Buzzanca: príncep Giacomo
- Cristiana Capotondi: Teresa
- Guido Caprino: Giovannino
- Assumpta Serna: duquessa Radalì
- Magdalena Grochowska: Isabella
- Sebastiano Lo Monaco: Gaspare
- Lucia Bosè: Ferdinanda
- Anna Marcello: Chiara
- Giovanni Morassutti: cantant líric Romeo